# Reality (Lost Frequencies)
Reality è un singolo del DJ belga Lost Frequencies, pubblicato l'11 maggio 2015 come secondo estratto dal primo album in studio Less Is More.
Il singolo ha visto la collaborazione del cantante olandese Janieck Devy. Il brano, che è stato scritto dai due interpreti insieme all'olandese Radboud Miedema e a Janieck van de Polder, ha avuto successo in tutta Europa. Nell'aprile 2016 ottiene il triplo disco di platino in Italia.

## Video musicale
Il videoclip è stato pubblicato il 28 maggio 2015 sul canale YouTube della Armada Music.

## Uso nei media
Nel 2016 è stata la colonna sonora degli spot Enel.

## Tracce
- Download digitale[18]

1. Reality (feat. Janieck Devy) – 2:38

- Remix[19]

1. Reality (Kaum Remix) (feat. Janieck Devy) – 3:12

## Classifiche

### Classifiche settimanali
| Classifica (2015) | Posizione massima |
| ----------------- | ----------------- |
| Australia         | 35                |
| Austria           | 1                 |
| Belgio (Fiandre)  | 1                 |
| Belgio (Vallonia) | 1                 |
| Danimarca         | 12                |
| Finlandia         | 8                 |
| Francia           | 2                 |
| Germania          | 1                 |
| Irlanda           | 53                |
| Italia            | 8                 |
| Lussemburgo       | 1                 |
| Norvegia          | 5                 |
| Paesi Bassi       | 5                 |
| Polonia           | 1                 |
| Regno Unito       | 29                |
| Repubblica Ceca   | 9                 |
| Slovacchia        | 5                 |
| Spagna            | 2                 |
| Svezia            | 10                |
| Svizzera          | 2                 |

### Classifiche di fine anno
| Classifica (2015) | Posizione |
| ----------------- | --------- |
| Germania          | 14        |
| Italia            | 77        |
| Polonia           | 3         |